# 레슬리 베비스
레슬리 베비스(Leslie Bevis, 1957년 2월 13일 ~ )는 미국의 배우, 텔레비전 배우, 영화배우이다.
워싱턴 D.C.에서 태어났다.

## 출연 작품
- 섹스의 반대말 (1998년)
- 에이리언의 위장 침투 (1995, Out There)
- 스나이퍼 (1993년)
- 에이리언 네이션 (1988년)
- 스페이스볼 (1987년)
- 위험한 트릭 (1987년)
- 달라스 (1978년)
- 더 영 앤 더 레스트리스 (1973년)